# Max Aronheim

Max Aronheim

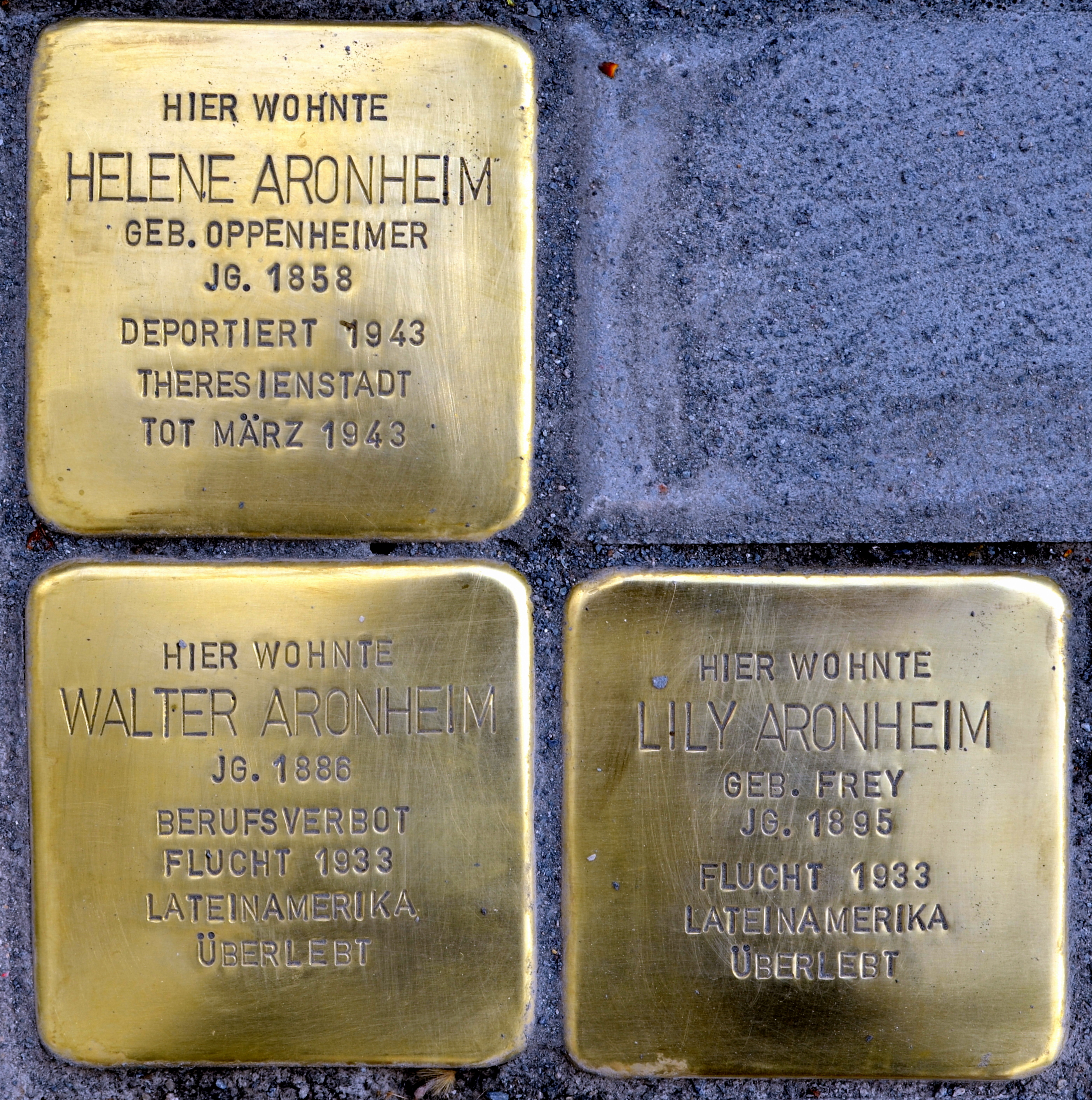
Inselwall 4: Stolpersteine für Helene Aronheim (1858–1943), der Ehefrau von Max sowie deren Sohn Walter (1886–1950) und dessen 2. Ehefrau Lily (1895–1971), geb. Frey.

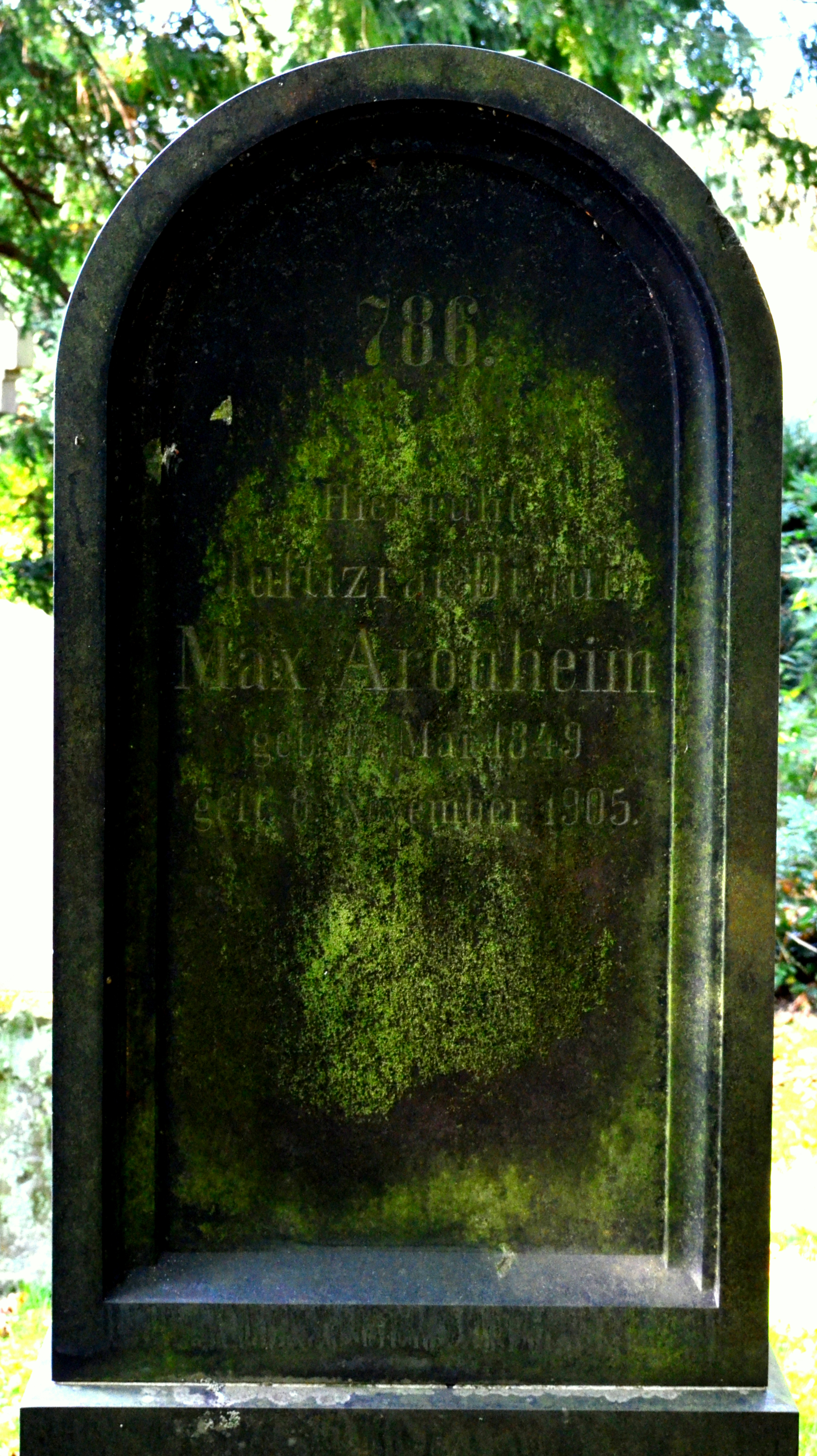
Grabstein von Max Aronheim auf dem Jüdischen Friedhof, Helmstedter Straße

Max Aronheim (geboren am 17. Mai 1849 in Braunschweig; gestorben am 8. November 1905 ebenda) war ein deutscher Jurist und Unternehmer jüdischen Glaubens.

## Leben
Max Aronheim stammte aus einer bekannten Braunschweiger Juristenfamilie. Er war ein Sohn des Juristen und Politikers Adolf Aronheim und dessen zweiter Ehefrau Rosalie, geb. Simon (1827–1896). Er hatte drei Geschwister: Berthold (1850–1881), Adelheid (geb. 1853) und Richard (1859–1916).
Nach dem Studium der Rechte arbeitete er als Anwalt und Notar in Braunschweig. Von seinen Kollegen geachtet, gehörte er einige Jahre dem Vorstand der Rechtsanwaltskammer an. Später war er, wie sein Vater vor ihm, Direktor der Braunschweigischen Eisenbahngesellschaft.

### Familie
Max Aronheim heiratete die Jüdin Helene, geb. Oppenheimer (1858–1943), Tochter des Bankiers Albert Oppenheimer (1814–1897) und dessen Ehefrau Rosalie, geb. Levin (1824–1911). Die Familie bewohnte das Haus Inselwall 4. Das Gebäude wurde im Zweiten Weltkrieg durch Bombentreffer zerstört. Helene Aronheim wurde Ende März 1943 im KZ Theresienstadt ermordet. Das Ehepaar Aronheim hatte vier Kinder: Hedwig, verh. Helle (1878–1945). Sie war Konvertitin und mit Karl Helle, dem Inhaber der Firma „v. Dollfs und Helle“, einem Christen, verheiratet. Kurz vor ihrer Deportation beging sie am 19. Februar 1945 Suizid in ihrer Wohnung Rosental 10. Das zweite Kind hieß Adolf (1881–1943), wie sein Großvater. Er war Ingenieur, Teilnehmer am Ersten Weltkrieg, 1915 an der Ostfront schwer verwundet und Inhaber des Eisernen Kreuzes II. Klasse, des Braunschweigischen Kriegsverdienstkreuzes und des Ehrenkreuzes für Frontkämpfer. Er war Konvertit und mit der Christin Ida, geb. Miehe, verheiratet. 1938 wurde er kurzzeitig im KZ Buchenwald inhaftiert. Kurz vor seiner Deportation vergiftete er sich. Das dritte Kind war Walter (1886–1950). Nach dem Abitur am Martino-Katharineum studierte er wie sein Vater und sein Großvater vor ihm Jura. Er arbeitete als Rechtsanwalt und Notar, lebte nach 1933 in Berlin, flüchtete dann aber mit seiner Ehefrau nach Mittelamerika und starb 1950 in Guatemala. Das jüngste Kind war Gertrud, verh. Lotz (geb. 1893).
Max Aronheims Grab befindet sich auf dem Jüdischen Friedhof in der Helmstedter Straße.